# Maple Blues Awards
Les Maple Blues Awards sont des prix musicaux au Canada, honorant le meilleur du blues canadien.